# Nowe Leśno
Nowe Leśno (do 1945 niem. Neu Leese) – niezamieszkana osada w Polsce położona w województwie zachodniopomorskim, w powiecie polickim, w gminie Police.

## Historia
Kolonia Neue Lese została założona w roku 1787 w Puszczy Wkrzańskiej, w pobliżu osady Stare Leśno dla sześciu rodzin zagrodniczych, uposażonych 19 morgami ziemi. Znajdowała się na brzegu - obecnie całkowicie wyschniętego – małego jeziorka o nazwie Zirk. W połowie XIX w. w kolonii mieszkało 11 rodzin, w sumie 58 osób, w ośmiu budynkach mieszkalnych. Głównym zajęciem osadników był wyrąb lasu w pobliskim Tanowskim Lesie. Do 1925 r. wieś należała do rodziny Brüssow, potem przeszła do zakładów opiekuńczych Kuckenmühlen Anstalten w Szczecinie. W 1939 r. mieszkały tu 22 osoby.
Wg zdjęć satelitarnych w 2019 r. pozostało jedno gospodarstwo i należy do Stare Leśno.